# Peter Twinn

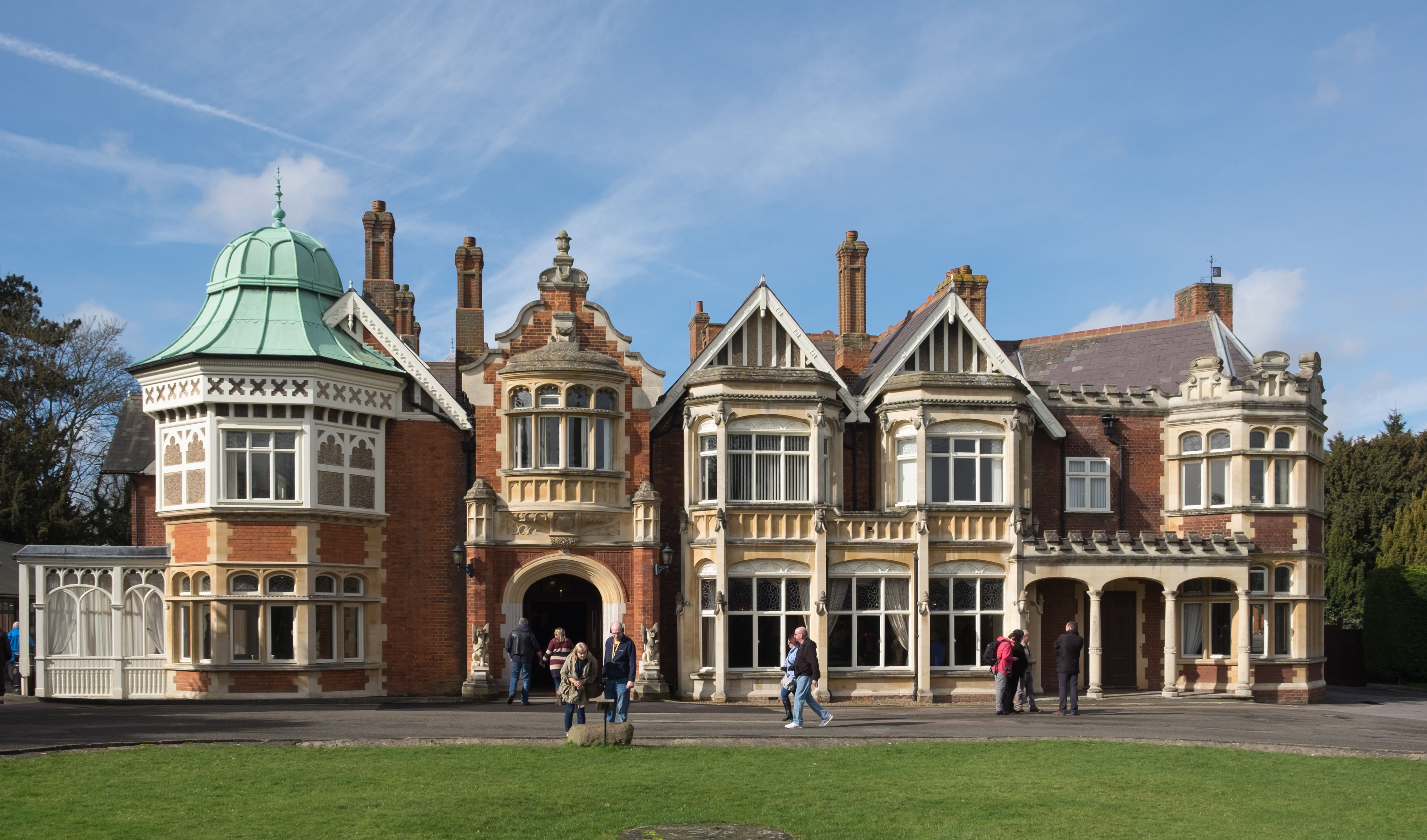
Das Herrenhaus (engl.: The Mansion) von Bletchley Park war während des Zweiten Weltkriegs die Zentrale der britischen Codeknacker und ist heute ein Museum

Peter Frank George Twinn (* 9. Januar 1916 in London; † 29. Oktober 2004) war ein britischer Mathematiker und Kryptoanalytiker. Während des Zweiten Weltkrieges trug er wesentlich zur Entzifferung der deutschen Rotor-Schlüsselmaschine Enigma bei.

## Leben

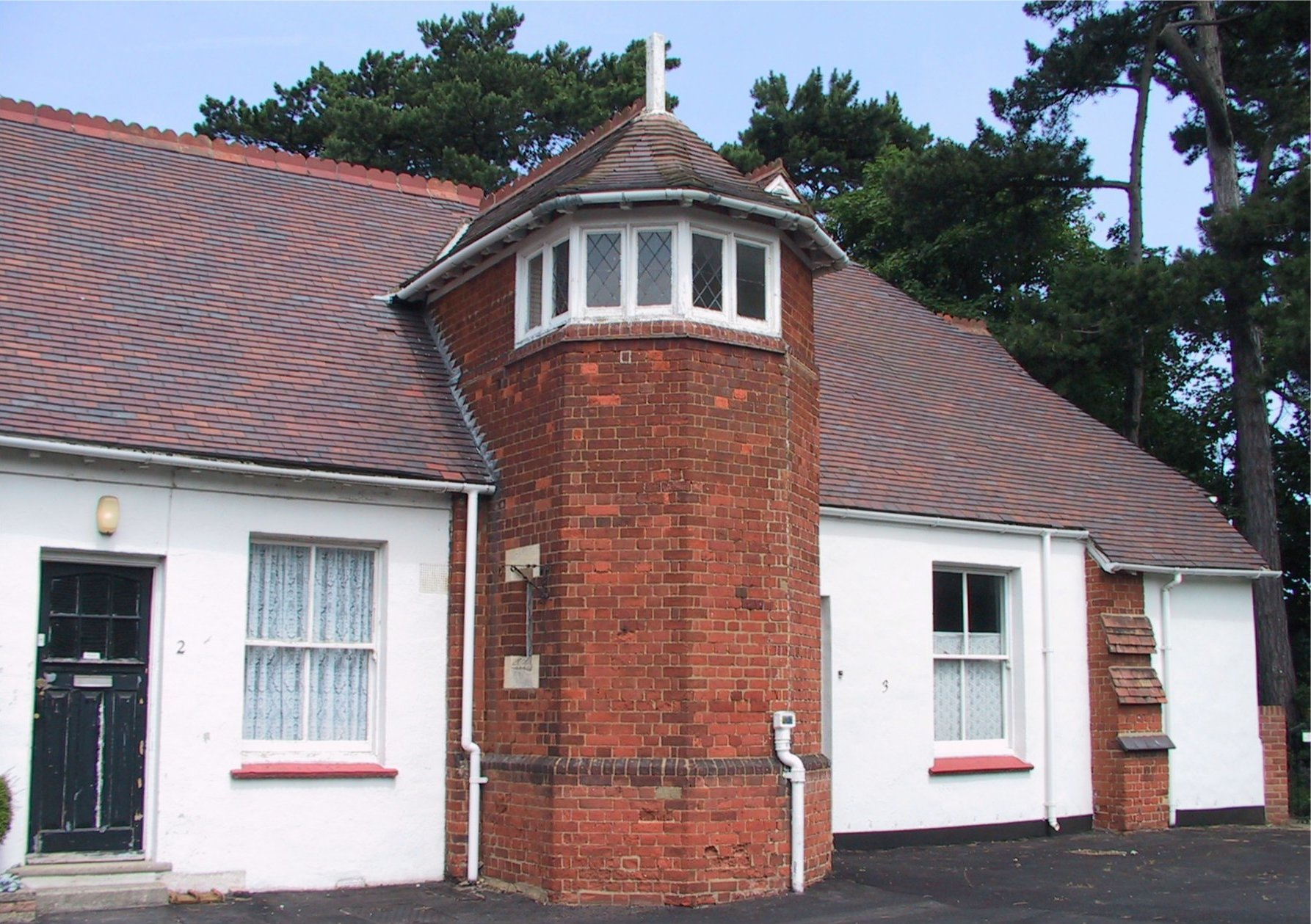
In diesem „Häuschen“ (engl.: The Cottage) in Bletchley Park arbeitete Peter Twinn zusammen mit Alan Turing, Dillwyn Knox und John Jeffreys an der Entzifferung der Enigma

Peter Twinn wurde während der Zeit des Ersten Weltkriegs im Londoner Stadtteil Streatham geboren. Nach seiner Grundschulausbildung besuchte er das Dulwich College im Südosten Londons und das Brasenose College in Oxford, an dem er sein Studium der Mathematik abschloss und anschließend ein Stipendium zum Studium der Physik erlangte.
Anfang Februar des Jahres 1939, noch vor Ausbruch des Zweiten Weltkriegs, trat er der Government Code and Cypher School (GC&CS) (deutsch etwa: „Staatliche Code- und Chiffrenschule“) bei. Das war die Tarnbezeichnung für die militärische Dienststelle, die sich etwa 70 km nordwestlich von London in Bletchley Park (B.P.) befand, und sich im Zweiten Weltkrieg erfolgreich mit der Entzifferung des Nachrichtenverkehrs befasste, den die deutschen Militärs mit ihrer Schlüsselmaschine Enigma verschlüsselten.
Einen wesentlichen Anschub bekam seine kryptanalytische Arbeit, als es am 26. und 27. Juli 1939 kurz vor dem deutschen Überfall auf Polen, zu einem legendären Geheimtreffen britischer, französischer und polnischer Codeknacker im Kabaty-Wald von Pyry in der Nähe von Warschau kam. Dabei offenbarten die polnischen Codeknacker um Marian Rejewski ihr gesamtes Wissen Twinns Kollegen Dillwyn Knox und seinem Chef Commander Alastair Denniston, dem Leiter der britischen Marinefunkaufklärung. Die Polen überreichten den Engländern ihre Enigma-Nachbauten inklusive aller Walzen und erläuterten ihre erfolgreichen Methodiken zur Entzifferung der deutschen Funksprüche.
Mithilfe dieser Informationen gelang es Peter Twinn zusammen mit seinen Kollegen, die Arbeit der Polen erfolgreich fortzusetzen und die mit der Enigma verschlüsselten deutschen Funksprüche ab Frühjahr 1940 nahezu ohne Unterbrechung während des gesamten Zweiten Weltkriegs zu entziffern. Peter Twinn war der erste Brite, dem im Januar 1940 der Bruch eines deutschen Enigma-Funkspruchs gelang. In der Folge befasste sich Twinn in Hut 8 (Baracke 8) unter der Leitung von Alan Turing hauptsächlich mit der Entzifferung des geheimen Nachrichtenverkehrs der deutschen Kriegsmarine, wobei eine elektromechanische Entzifferungsmaschine, genannt die Turing-Bombe große Hilfe leistete.
Nach dem Krieg arbeitete Twinn weiter für die Regierung. In den späten 1960er-Jahren leitete er die Entwicklung des Luftkissenfahrzeugs Hovercraft im britischen Ministerium für Technologie, bevor er in den Vorstand des Royal Aircraft Establishment nach Farnborough wechselte. In den frühen 1970er-Jahren ging er zum Natural Environment Research Council. Twinn begann sich später  auch für die Insektenkunde zu interessieren und promovierte an der Universität London über den Springmechanismus von Schnellkäfern. Im Jahr 1999 verfasste er mit seinem Koautor P. T. Harding einen Atlas über Bockkäfer (Coleoptera, Cerambycidae). Darüber hinaus interessierte er sich auch für Musik und spielte die Klarinette und Viola. Twinn war seit 1944 mit Rosamund Fall verheiratet, die er 1944 in B.P. über sein Interesse an der Musik kennengelernt hatte. Sie hatten einen Sohn und drei Töchter.

## Werke
- Peter Twinn: The Abwehr Enigma in Francis Harry Hinsley, Alan Stripp (Hrsg.): Codebreakers − The inside story of Bletchley Park. Oxford University Press, Reading, Berkshire 1993, S. 123–131. ISBN 0-19-280132-5
- Peter F. G. Twinn und P. T. Harding: Provisional atlas of the longhorn beetles (Coleoptera, Cerambycidae) of Britain. Biological Records Centre, Huntingdon 1999. ISBN 1-870393-43-0

## Belege
1. ↑  Michael Smith: Enigma entschlüsselt - Die „Codebreakers“ von Bletchley Park. Heyne, 2000, S. 35. ISBN 3-453-17285-X
2. ↑  Peter Twinn: The Abwehr Enigma in Francis Harry Hinsley, Alan Stripp: Codebreakers – The inside story of Bletchley Park. Oxford University Press, Reading, Berkshire 1993, S. 125. ISBN 0-19-280132-5
3. ↑  Ralph Erskine: The Poles Reveal their Secrets – Alastair Dennistons's Account of the July 1939 Meeting at Pyry. Cryptologia. Rose-Hulman Institute of Technology. Taylor & Francis, Philadelphia PA 30.2006,4, S. 294
4. ↑  Friedrich L. Bauer: Entzifferte Geheimnisse. Methoden und Maximen der Kryptologie. 3., überarbeitete und erweiterte Auflage. Springer, Berlin u. a. 2000, ISBN 3-540-67931-6, S. 412.
5. ↑  Gordon Welchman: The Hut Six Story – Breaking the Enigma Codes. Allen Lane, London 1982; Cleobury Mortimer M&M, Baldwin Shropshire 2000, S. 230. ISBN 0-947712-34-8

Adcock |
Alexander |
Atkin |
Babbage |
Batey |
Benenson |
Birch |
Cairncross |
Cassels |
Chadwick |
Clarke |
Cooper |
Currer‑Briggs |
Denniston |
Foss |
Gillis |
Golombek |
Good |
de Grey |
Hall |
Herivel |
Hilton |
Hinsley |
Jeffreys |
Jenkins |
Knox |
Lever |
Lewis |
Michie |
Milner‑Barry |
Newman |
Noskwith |
Oswald |
Palmer |
Plumb |
Rees |
Roberts |
Rock |
Shackleton Bailey |
Strachey |
Tiltman |
Travis |
Turing |
Tutte |
Twinn |
Welchman |
Whitehead |
Wylie |
Yoxall
| Personendaten    | Personendaten                          |
| ---------------- | -------------------------------------- |
| NAME             | Twinn, Peter                           |
| ALTERNATIVNAMEN  | Twinn, Peter Frank George              |
| KURZBESCHREIBUNG | britischer Mathematiker und Kryptologe |
| GEBURTSDATUM     | 9. Januar 1916                         |
| GEBURTSORT       | London                                 |
| STERBEDATUM      | 29. Oktober 2004                       |